# دوزخ دانته (بازی ویدئویی)

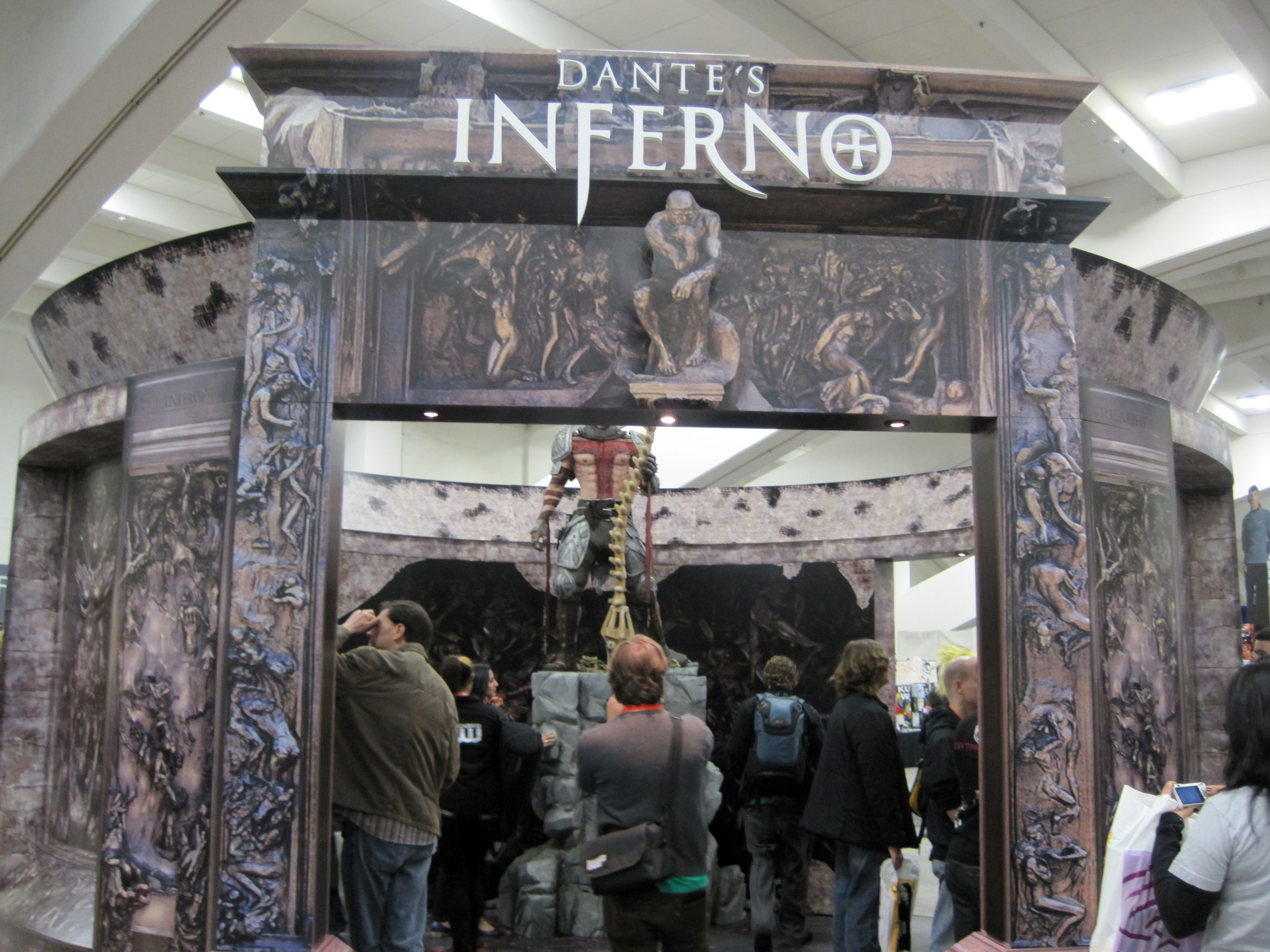
موزه این گیم

دوزخ دانته (انگلیسی: Dante's Inferno) یک بازی ویدئویی در سبک اکشن-ماجراجویی است که توسط ویسرال گیمز توسعه یافته و به‌وسیلهٔ الکترونیک آرتس در سال ۲۰۱۰ و در پلت‌فرم‌های ایکس‌باکس ۳۶۰، پلی‌استیشن ۳ و پلی‌استیشن همراه منتشر شده است. همزمان با انتشار بازی یک فیلم پویانمایی بزرگسالان بر اساس آن با نام دوزخ دانته: حماسه پویانمایی منتشر شد.
دوزخ دانته به‌طور کلی پس از انتشار نقدهای مثبتی دریافت کرد و منتقدان گیم پلی، کارگردانی هنری، صداپیشگی، داستان، طراحی صدا و نحوه به تصویر کشیدن جهنم را ستودند.

## روند بازی
بازیکن کنترل دانته، قهرمان بازی را بر عهده دارد و درگیر نبردهای سکوبازی و پازل‌های مبتنی بر محیط می‌شود. سلاح اصلی دانته در این بازی داس مرگ است که می‌توان از آن در یک سری حملات ترکیبی و حرکات پایانی استفاده کرد. سلاح ثانویه دانته یک صلیب مقدس است که پرتویی از انرژی را از خود ساطع می‌کند. علاوه بر این دانته می‌تواند از حملات و توانایی‌های جادویی متعددی که از یک استخر مانا برای کمک به مبارزه استفاده می‌کنند، استفاده کند که بسیاری از آنها با پیشروی در بازی به دست می‌آیند. با استفاده از سیستم رویداد فوری می‌توان با غول‌ها مبارزه کرد که در آن بازیکنان باید دکمه برجسته‌شده روی صفحه را فشار دهند تا زنجیره حملات را ادامه دهند یا در غیر این صورت با حمله آنها مواجه می‌شوند.
بسیاری از مهارت‌ها و توانایی‌های مبارزه را می‌توان در ازای دریافت روح و پس از شکست دادن دشمنان یا پیدا کردن فواره‌های روح به دست آورد. هر یک از این مهارت‌ها به دو دسته تقسیم می‌شوند: درختان مهارت مقدس (که توسط گوی‌های آبی نشان داده می‌شود) یا نامقدس (با نمایانگر گوی‌های قرمز). در ابتدای بازی، هر دو درخت مهارت از نظر قدرت برابر هستند، اما با کسب تجربه مقدس و نامقدس بیشتر اختیارات بیشتری برای آزادسازی قابلیت‌های هر درخت در دسترس قرار می‌گیرد و از طریق سیستم «مجازات یا ابطال» این امکان وجود دارد که با شکست دادن دشمنان آنها را مجازات و نابود کرد یا با صلیب مقدس آنها را تبرئه و نجات داده شوند. همچنین می‌توان امتیازات بالایی در مجازات یا تبرئه ارواح نفرین شده بسیاری از چهره‌های مشهور تاریخ که در کمدی الهی اصلی دانته آلیگری ظاهر می‌شوند، جمع‌آوری کرد و بازیکنان با انتخاب هر کدام از آنها وارد یک مینی گیم می‌شوند که در ازای هر تصمیم پاداش مختص به آن را دریافت می‌کنند.
این بازی شامل بخش‌های بزرگی از سکوبازی شامل چرخش بین طناب‌ها و بالا رفتن از دیوارها است که هر دو می‌توانند خطراتی مانند آتش‌سوزی یا چرخاندن تیغه‌ها را به همراه داشته باشند. همچنین مجموعه‌ای از معماهای مبتنی بر محیط مانند نیاز به قرارگیری صحیح اجسام متحرک یا کشیدن اهرم‌ها در زمان مناسب و علاوه بر این گذرگاه‌های مخفی متعددی وجود دارد که می‌توان آثار کتاب مقدس را پیدا و برای بهبود توانایی‌ها از آن استفاده کرد.